# Drosophila pyo
Drosophila pyo är en tvåvingeart som beskrevs av Masanori Joseph Toda 1991. Drosophila pyo ingår i släktet Drosophila och familjen daggflugor.
Artens utbredningsområde är Myanmar.